# Sunlight (canção de Natalie Imbruglia)
"Sunlight" foi o quarto e último single tirado do álbum White Lilies Island da cantora australiana Natalie Imbruglia.

## Lançamento
O single foi lançado promocionalmente em CD apenas na Austrália, no segundo semestre de 2002. Nele, a versão da música contida na faixa é ligeiramente mais curta que a do álbum, devido à edição para rádio (conhecida em inglês como radio version). Apesar disto, o single acabou não sendo disponibilizado comercialmente no país.
No Reino Unido, Natalie chegou a divulgar a música em algumas apresentações na televisão, mas o single não atingiu as rádios. Também não houve videoclipe para promoção do mesmo na televisão e internet.

## CD Single
- Austrália (RCA PROCD2269)

1. "Sunlight" (Radio Edit) - 4:01

## Ligações Externas
- "Sunlight" no Australian-charts.com (em inglês)
- "Sunlight" no Deezer (para ouvir)